# Cladosporium orchidiphilum
Cladosporium orchidiphilum är en svampart som beskrevs av K. Schub. & U. Braun 2004. Cladosporium orchidiphilum ingår i släktet Cladosporium och familjen Davidiellaceae.   Inga underarter finns listade i Catalogue of Life.